# Тренчинске Јастрабје
Тренчинске Јастрабје (слч. Trenčianske Jastrabie) насељено је мјесто са административним статусом сеоске општине (слч. obec) у округу Тренчин, у Тренчинском крају, Словачка Република.

## Становништво
| Година:    | 1994. | 2004.   | 2014.   | 2024.    |
| ---------- | ----- | ------- | ------- | -------- |
| Број људи: | 1224  | 1206    | 1214    | 1391     |
| Разлика:   |       | -1,47 % | +0,66 % | +14,57 % |

| Година:    | 2023. | 2024.   |
| ---------- | ----- | ------- |
| Број људи: | 1382  | 1391    |
| Разлика:   |       | +0,65 % |

Према подацима о броју становника из 2024. године насеље је имало 1391 становника.